# Voivodato de Minsk
El voivodato de Minsk (en bielorruso: Менскае ваяводзтва, Menskaje vajavodztva, en polaco: Województwo mińskie, en latín: Palatinatus Minscensis) fue una división administrativa y gobierno local en el Gran Ducado de Lituania desde 1566 y más tarde en la Mancomunidad polaco-lituana, hasta las particiones de Polonia en 1793. Centrada en la ciudad de Minsk y subordinada al Gran Ducado de Lituania, la región continuó las tradiciones, y compartió las fronteras, de varias divisiones administrativa previamente existentes, en particular del antiguo ducado de Minsk, anexado por Lituania en el siglo XIII. Fue reemplazado por la gobernación de Minsk en 1793.

## Geografía
El voivodato se extendía a lo largo de los ríos Berezina y Dneper, y el río anterior tenía tanto su origen como su estuario dentro de los límites del voivodato, así como la mayor parte de su cuenca. Al noreste limitaba con los voivodatos de Polotsk, Vítebsk y Mscislaw. Al este limitaba con las tierras de Chernígov (a ambos lados de los ríos Dniéper y Sozh), mientras que al sureste estaba delimitado por el río Snov. Más al sur, el voivodato limitaba con la tierra de Kiev. Al otro lado de la cuenca del río Prípiat, la tierra de Minsk limitaba con el voivodato de Brześć (a través del río Ubort) y el voivodato de Nowogródek (a través del río Pitichi). Más al norte limitaba con la capital del Gran Ducado, el voivodato de Vilnia.

## Historia
Minsk había sido la capital de un ducado semiindependiente al menos desde 1067. Asaltado anualmente por las tribus lituanas, en el siglo XII se convirtió en feudo y en el siglo XIV se incorporó directamente al Gran Ducado. En 1441, la ciudad de Minsk recibió una carta de ciudad, por parte del rey Casimiro IV Jagellón. Su hijo, Alejandro I Jagellón extendió el privilegio en 1496 y otorgó a la ciudad las Leyes de Magdeburgo. Desde entonces, toda la región compartió el destino de su ciudad capital . En 1773, la Comisión de Educación Nacional había fundado en Minsk una academia post-jesuita.

## Política
Todos los voivodatos jugaron un papel importante dentro del sistema político polaco, extendido a Lituania por las diversas uniones polaco-lituanas. Tras la Unión de Lublin de 1569, el voivodato de Minsk recibió dos escaños en el Senado. Los escaños fueron ocupados de oficio por el vaivoda y el castellano de Minsk. Cada uno de los tres powiats organizó su propio Sejmik, que tenía derecho a elegir dos miembros de Sejm cada uno y dos diputados al Tribunal lituano.
Las tres ciudades también tenían derecho a albergar tribunales locales. Desde 1599, el Tribunal de Lituania también celebró sesiones en Minsk (cada tres años, otras ciudades que visitó fueron Vilna y Navahrudak). El tribunal que se celebró allí desempeñó el papel de la máxima autoridad jurídica de todos los voivodatos rutenos, es decir, Minsk, Nowogródek, Vitebsk, Mstislav y Kiev. Tras la primera partición de Polonia en 1775, el tribunal abandonó Minsk y celebró sus sesiones en Grodno.
Los voivodas notables de Minsk incluyen a Balcer Strawiński (1631-33), Aleksander Suszka (1633-38) y Mikołaj Sapieha (desde 1638).

## Voivodas
- Gabriel Hornostaj (1566-1576)
- Mikolaj Sapieha (anciano) (1576-1588)
- Bhdan Sapieha (1588-1593)
- Jan Abramowicz (1593-1596)
- Andriusz Zawisza (1596-1598)
- Jan Pac (1600-1611)
- Mikolaj Sapieha (1611-1618)
- Piotr Tyszkiewicz (1618-1631)
- Balcer Strawinski (1631-1633)
- Alejandro Suszka (1633-1638)
- Mikolaj Sapieha (1638)
- Alejandro Massalski (1638-1643)
- Andriusz Massalski (1643-1645)
- Aleksander Oginski (1645-1649)
- Gedeón Rajecké (1649-1654)
- Krzysztof Ciechanowiecki (1654-1655)
- Krzysztof Rudomina-Dusiacki (1655)
- Jan Sebastian Kęsztort (1656-1667)
- Kazimierz Białłozor (1667-1680)
- Michael Siasickis (1680-1698)
- Władysław Jozafat Sapieha (1699-1709)
- Krzysztof Zenovicz (1709–17)
- Krzysztof Stanisław Zawisza (1720-1721)
- Jan Kazimierz Sapo (1721-1754)
- Enero agosto Hylzen (1754-1767)
- Józef Jerzy Hylzen (1767-1770)
- Tadeusz Burzynski (1770-1773)
- Józef Mikołaj Radziwiłł (1773-1784)
- Adán Chmara (1784-1793)

## Colores
Al igual que otras tierras rutenas, el voivodato de Minsk firmó sus documentos con el escudo de armas de Pogoń. La bandera era oro, en campo de gules una persecución. El uniforme oficial era un kontusz y żupan carmesí, con cuello azul marino. El powiat de Rechytsa adoptó un żupan blanco con cuello blanco.